# Harvey Frost
F. Harvey Frost (* vor 1979 in London-Hampstead, Vereinigtes Königreich) ist ein britischer Regisseur, Autor und Filmproduzent.

## Leben
Nachdem Harvey Frost ein Sportcollege besucht hatte, in dem er in der Ruder-Mannschaft aktiv war, startete er seine Filmkarriere in London, bevor es ihn nach Toronto in Kanada und anschließend nach Los Angeles verschlug.
Frost machte sich vor allem einen Namen als Regisseur romantischer Komödien und von Filmen für die ganze Familie.  Eine seiner frühen Arbeiten war die kanadische Sitcom Ultraman – Mein geheimes Ich (1988), die mit Science-Fiction-Elementen versetzt war. Er erhielt für seine Arbeiten mehrere Auszeichnungen und war für weitere nominiert. Die Folge Incident At Vernon River, eine von 15 Episoden der Fernsehserie Avonlea – Das Mädchen aus der Stadt, bei der Frost Regie führte, wurde mit einem Emmy bedacht. National Lampoon's Golf Punks gewann den WorldFest Silver Star. Two of Hearts – Zwei von ganzem Herzen (1999) wurde für den Leo Best Picture Award nominiert. In der romantischen Weihnachtskomödie All I want for Christmas von 2007 arbeitete Frost mit Gail O’Grady und Robert Mailhouse sowie dem seinerzeit zehnjährigem Jimmy Pinchak zusammen. Ebenfalls 2007 verfilmte Frost einen Roman der Bestseller-Autorin Janette Oke aus der Reihe Die Siedler:  Liebe wagt neue Wege. In den Jahren 2010 und 2013 drehte Frost zwei Weihnachtsfilme fürs Fernsehen, erstens Eine total verrückte Bescherung und zweitens Und endlich ist es Weihnachten!
Viele Akteure, mit denen Harvey arbeitete, wurden für ihre Arbeit ausgezeichnet oder nominiert, wie beispielsweise Ernest Borgnine für seine Leistung in dem Weihnachtsfilm Ein Opa zu Weihnachten (2007), der mit einer Golden Globe-Nominierung bedacht wurde, oder Maureen Stapleton die für ihre Rolle in der Fernsehserie Avonlea eine Emmy-Nominierung erhielt.
Frost lebt momentan in Pacific Palisades in Kalifornien zusammen mit seinen 12-jährigen Zwillingen. Zwei seiner Töchter wohnen in seiner Nähe.

## Filmografie (Auswahl)
- 1979: Something’s Rotten
- 1981: The Grea Detective (Fernsehserie, 5 Folgen)
- 1983: The Sex and Violence Family Hour (Video und als Co-Produzent)
- 1985: The Edison Twins – The Mole People (Fernsehserie)
- 1987: Adderly – A Matter of Discretion (Fernsehserie)
- 1987: Erben des Fluchs – Ewige Jugend (Friday the 13th – A Cup of Time, Fernsehserie)
- 1988: Ultraman – Mein geheimes Ich (My Secret Identity, Fernsehserie)
- 1989–1990: Die Campbells (The Campbells, Fernsehserie, 4 Folgen)
- 1990–1996: Avonlea – Das Mädchen aus der Stadt (Road to Avonlea, Fernsehserie, 15 Folgen)
- 1993–1994: Die Waffen des Gesetzes (Street Legal, Fernsehserie, 6 Folgen)
- 1994–1995: Sweet Valley High (Fernsehserie, 13 Folgen)
- 1995: Eiskalte Umarmung (Midnight Heat)
- 1996: Savannah (Fernsehserie, 5 Folgen)
- 1996: Wind at My Back (Fernsehserie, 3 Folgen)
- 1996–1999: Beverly Hills, 90210 (Fernsehserie, 5 Folgen)
- 1997–1998: Melrose Place (Fernsehserie, 2 Folgen)
- 1998: Auf dem Rasen ist die Hölle los (Golf Punks)
- 1998: Die neue Addams Familie – Fester’s Punctured Romance (The New Addams Family, Fernsehserie)
- 1999: Two of Hearts – Zwei von ganzem Herzen (Two of Hearts, Fernsehfilm)
- 2004: Single Santa Seeks Mrs. Claus (Fernsehfilm)
- 2005: Zwei Superbabies starten durch (Oh, Baby, Fernsehfilm)
- 2005: Meet the Santas (Fernsehfilm)
- 2007: A Grandpa for Christmas (Fernsehfilm)
- 2007: All I want for Christmas (Fernsehfilm)
- 2007: Liebe wagt neue Wege (Love’s Unfolding Dream, Fernsehfilm)
- 2010: Meet My Mom (Fernsehfilm)
- 2010: Eine total verrückte Bescherung (Battle of the Bulbs, Fernsehfilm)
- 2012: Alle lieben Jake (Puppy Love, Fernsehfilm)
- 2013: Und endlich ist es Weihnachten! (Let It Snow, Fernsehfilm)